# فوتيوس لامبروبولوس
فوتيوس لامبروبولوس (باليونانية: Φώτης Λαμπρόπουλος)‏ مواليد 11 سبتمبر 1983 في باتراس، هو لاعب كرة سلة يوناني. بدأ مسيرته الاحترافية في سنة 2003. يلعب مع بوكا جونيورز في دوري كرة السلة الوطني الأرجنتيني كلاعب وسط. يحمل الرقم 34. يبلغ طوله 6 قدم 9 بوصة (2.1 م).

## المسيرة الاحترافية
لعب مع سي بي غران كناريا في الدوري الإسباني في موسم 2004–2005، ثم لعب مع نادي تنريفي لكرة السلة في موسم 2007–2008، ثم لعب مع نادي إراكليس سالونيك لكرة السلة من سنة 2009 إلى 2011، ثم لعب مع كانارياس لكرة السلة في الدوري الإسباني من سنة 2011 إلى 2015.

## روابط خارجية
- فوتيوس لامبروبولوس على موقع الدوري الإسباني لكرة السلة (الإسبانية)
- فوتيوس لامبروبولوس على موقع كرة السلة الأوروبية.كوم (الإنجليزية)
- فوتيوس لامبروبولوس على موقع DraftExpress.com (الإنجليزية)
- فوتيوس لامبروبولوس على موقع ريلجم (الإنجليزية)
- فوتيوس لامبروبولوس على موقع سبورتس رفرنس (الإنجليزية)